# Сјамана
Сјамана (итал. Siamanna) је насеље у Италији у округу Ористано, региону Сардинија.
Према процени из 2011. у насељу је живело 753 становника. Насеље се налази на надморској висини од 49 м.

## Становништво
Према резултатима пописа становништва 2011. у општини је живело 824 становника.
| 1931. | 1936. | 1951. | 1961. | 1971. | 1981. | 1991. | 2001. | 2011. |
| ----- | ----- | ----- | ----- | ----- | ----- | ----- | ----- | ----- |
| 640   | 749   | 808   | 917   | 864   | 837   | 859   | 863   | 824   |